# L'Arche de la rédemption
L’Arche de la rédemption (titre original : Redemption Ark) est un roman de science-fiction écrit par Alastair Reynolds en 2002. C’est le troisième roman du cycle des Inhibiteurs.

## Principaux personnages
- Galiana, première Conjoineur, ayant fondé cette lignée humaine sur Mars, et partie en exploration en 2415
- Skade, nouvelle Conjoineur, responsable de la décontamination de vaisseaux dans le "Nid Maternel"
- Nevil Clavain, ancien soldat de la Ligue de la Pureté Neurale sur Mars au XXIIe siècle, fait prisonnier par Galiana, il est devenu ensuite un Conjoineur et accompli des actions héroïques.
- Remontoir, est avec Galiana un des premiers Conjoineurs et amis de Clavain.
- Felka, fille de Galiana, a été affectée par les expériences menées par sa mère sur Mars.
- Antoinette Bax, pilote de cargo dans le système de Yellowstone.
- Xavier Liu, propriétaire d'un hangar de réparation de vaisseaux spatiaux dans la Ceinture de Rouille de Yellowstone.
- Scorpio, jeune Porcko, délinquant prisonnier des Démarchistes.
- Ana Khouri, s'est trouvé un emploi de couverture sur Resurgam sous l'identité de l'Inquisitrice Vuilleumier
- Ilia Volyova, la triumvira du gobe-lumen Spleen de l'Infini est recherchée par le gouvernement de Resurgam comme criminelle de guerre.
- Thorn, opposant au gouvernement de Resurgam

## Résumé
L’intrigue se concentre principalement sur la recherche des armes de la classe infernale récupérées par le vaisseau spatial ultra Spleen de l'Infini.
Ces armes sont apparemment la propriété des Conjoineurs, une faction humaine en passe de remporter la guerre qui les oppose aux Démarchistes. Cependant c’est contre un nouvel ennemi bien plus dangereux que les Conjoineurs comptent utiliser les fameuses armes : les Loups, également nommés Inhibiteurs.
Les Conjoineurs ont poussé très loin l’amélioration de leurs facultés par des machines : de l’augmentation de la vision à la télépathie en passant par le progrès des facultés intellectuelles ou mémorielles. Malgré leur ouverture et leur supériorité technologique, ils sont craints et méconnus par le reste de l’humanité qui les surnomme les Araignées.
À la suite d'un conflit entre Nevil Clavain et Skade — deux membres de cette faction — sur l’attitude à adopter face aux Inhibiteurs, une course s'engage qui les mènera d’abord dans le système de Yellowstone en passant par Chasm City puis aux abords de Resurgam. En orbite autour de cette planète se trouve le Spleen de l'Infini. Les Inhibiteurs commencent à agir au grand jour en transformant le soleil du système en arme mortelle pour les êtres humains.

## Chronologie dans lecycle des Inhibiteurs
L'action du roman débute en 2605, environ 40 ans après le premier contact avec les Inhibiteurs dans le système de Resurgam de l'époque de L'Espace de la révélation, premier roman de la série.